# اندرو سوپانز
اندرو سوپانز (به انگلیسی: Andrew Supanz) (زاده ۱۹۸۲ در پرت، استرالیا غربی) بازیگر استرالیایی است. او بیشتر به خاطر اجرای نقش دکتر بارتولومیو «بارت» وست (که اغلب توسط پزشکان دیگر در این نمایش به عنوان هومر خوانده می‌شود) در سریال پرستاران از سال ۲۰۰۶ تا قسمت آخر سال ۲۰۰۹ شناخته شده‌است.
سوپانز در نوراندا، استرالیای غربی بزرگ شد و در دبیرستان عالی مورلی تحصیل کرد. وی پس از اتمام کلاس ۱۲، در سال ۲۰۰۳ با تحصیلات تکمیلی در رشته بازیگری و نوشتن خلاق، از دانشگاه فناوری کورتین فارغ‌التحصیل شد. پس از فارغ‌التحصیلی از کورتین، سوپانز در مؤسسه ملی هنرهای نمایشی پذیرفته شد و پس از آن به سیدنی نقل مکان کرد. پس از اتمام دوره NIDA در نوامبر ۲۰۰۵، سوپانز نخستین نقش خود را به عنوان بارت وست در سریال پرستاران به دست آورد. در سال ۲۰۰۷، سوپانز برای دریافت جایزه لوگی برای محبوب‌ترین استعدادهای جدید (مرد) معرفی شد.
او همچنین در یک تبلیغات تلویزیونی تجاری تامپونهای کلیسا بازی کرد.